# Baklanbocht
De Baklanbocht (Russisch: бухта Баклан; boechta Baklan), ook Mantsjzjoer (Маньчжур) genoemd, is een bocht van de Baai van Peter de Grote. De baai bevindt zich tussen de kaap van het schiereiland Klerka en Kaap Tsjirok, ten noordoosten van de eerstgenoemde kaap. Voor de ingang van de bocht liggen de eilanden Sibirjakova en Antipenko.

## Naam
De baai werd eind jaren 1880, begin jaren 1890 vernoemd naar de kanonneerboot Mantsjzjoer, maar werd in 1972 in het kader van de liquidatie van de Chinese namen in de Russische kraj Primorje omgezet naar de Russische naam Baklan.

## Geografie
De zuidwestelijke oever van de baai wordt gevormd door de noordoostelijke kust van het schiereiland Klerka. Verder naar het noordoosten bevinden zich lage zandige stranden, die doorsneden worden door de instroom van de rivier de Pojma. Voor de kust liggen zandbanken op een diepte van minder dan 5 meter. De noordelijke oever van de bocht is bergachtig en rotsig. Ten noorden van de instroom van de Pojma bevinden zich bossen en struikgewas langs de kusten en naar het zuiden toe graslanden en struikgewas. De diepte van de bocht neemt geleidelijk af in de richting van de kust. De bodem van de bocht is zandig met her en der een enkel rotsig gedeelte. Onderwater lopen de Kamni Baklan (Baklanstenen) vanaf de zuidelijke ingang van de bocht naar het noordoosten; een rif waarbij zich in het centrum een aantal kliffen bevindt met een hoogte tot 2,4 meter. De diepte aan de noordoostelijke rand van het onderwaterrif bedraagt 3,9 meter. Ten noordwesten van de zuidelijke ingang naar de bocht bevindt zich Kaap Nerpa (kaap zeehond), een overgroeide rotsige en steile klif, die aan zuidzijde grijs van kleur is. Ten westen van Kaap Nerpa loopt de kust langzaam op. Ten zuidoosten van Kaap Nerpa bevindt zich een ondiepte op een diepte van 7 meter. Ten oosten van de monding van de Pojma bevindt zich nog een ondiepte op een diepte van 4,5 meter. De rotsige en hoge Kaap Tsjirok vormt de noordelijke ingang naar de bocht. Ten oosten ervan strekt zich een rif uit, waarvan een aantal rotsen boven water uitsteken.
De kust is grillig en vormt vele kleine en middelgrote bochten, die recreatiegebieden vormen voor de lokale bevolking. Langs de oevers bevindt zich een groot strand met vele lagunes, schoorwallen, rivierarmen en meren. Nabij de oevers bevinden zich veel hoefijzermeren, waar vogelsoorten als eenden en reigers nestelen.
In de zomer kan de temperatuur van de kustwateren oplopen tot 26 °C, maar gemiddeld loopt deze in augustus op tot 21 à 22 °C. In de winter is de bocht van januari tot midden maart bedekt met ijs.